# Desmoxyidae
Desmoxyidae är en familj av svampdjur. Desmoxyidae ingår i ordningen Halichondriida, klassen horn- och kiselsvampar, fylumet svampdjur och riket djur.
Familjen innehåller bara släktet Halicnemia.